# Esra Kılıç
Esra Kılıç (* 12. März 1991 in Istanbul) ist eine türkische Schauspielerin.

## Leben und Karriere
Kılıç wurde am 12. März 1991 in Istanbul geboren. Sie studierte an der Beykent Üniversitesi. Danach setzte sie ihr Studium am Müjdat Gezen Sanat Merkezi fort. Ihr Debüt gab sie 2013 in der Fernsehserie Çalıkuşu. 2017 war sie in İçerde zu sehen. Außerdem bekam sie 2020 eine Rolle in Payitaht Abdülhamid. Zwischen 2021 und 2022 spielte sie in Destan mit.

## Filmografie
Serien
- 2008–2009: Kendi Okulumuza Doğru
- 2009: Uygun Adım Aşk
- 2013–2014: Çalıkuşu
- 2016: Seviyor Sevmiyor
- 2017: İçerde
- 2020: Payitaht Abdülhamid
- 2021–2022: Destan